# El Pilar de La Mola
El Pilar de la Mola è un centro abitato dell'isola di Formentera, nelle Isole Baleari, in Spagna. È situato sul lato est dell'isola, sull'altopiano della Mola che, con i suoi 192 m, è il punto più alto dell'intera isola.

## Geografia fisica
La Mola è un altopiano circondato da scogliere di oltre 100 metri di altezza che crea un relativo isolamento, anche per caratteristiche geografiche diverse, con il resto dell'isola di Formentera.
El Pilar de la Mola è raggiungibile unicamente partendo da Es Caló de Sant Augustì e percorrendo per 5 km la strada PM-820 che, salendo verso l'altopiano, offre scorci paesaggistici di invidiabile bellezza.
Anche il clima è diverso dal resto dell'isola e, le piogge più frequenti ed un terreno più ricco, hanno permesso lo sviluppo di una comunità rurale più dedita all'agricoltura.
L'altopiano è una delle principali zone di produzione di vino di tutta l'isola.

## Monumenti e luoghi d'interesse
- Chiesa del Pilar de la Mola
- Faro de La Mola
- Mulino a vento

## Galleria d'immagini

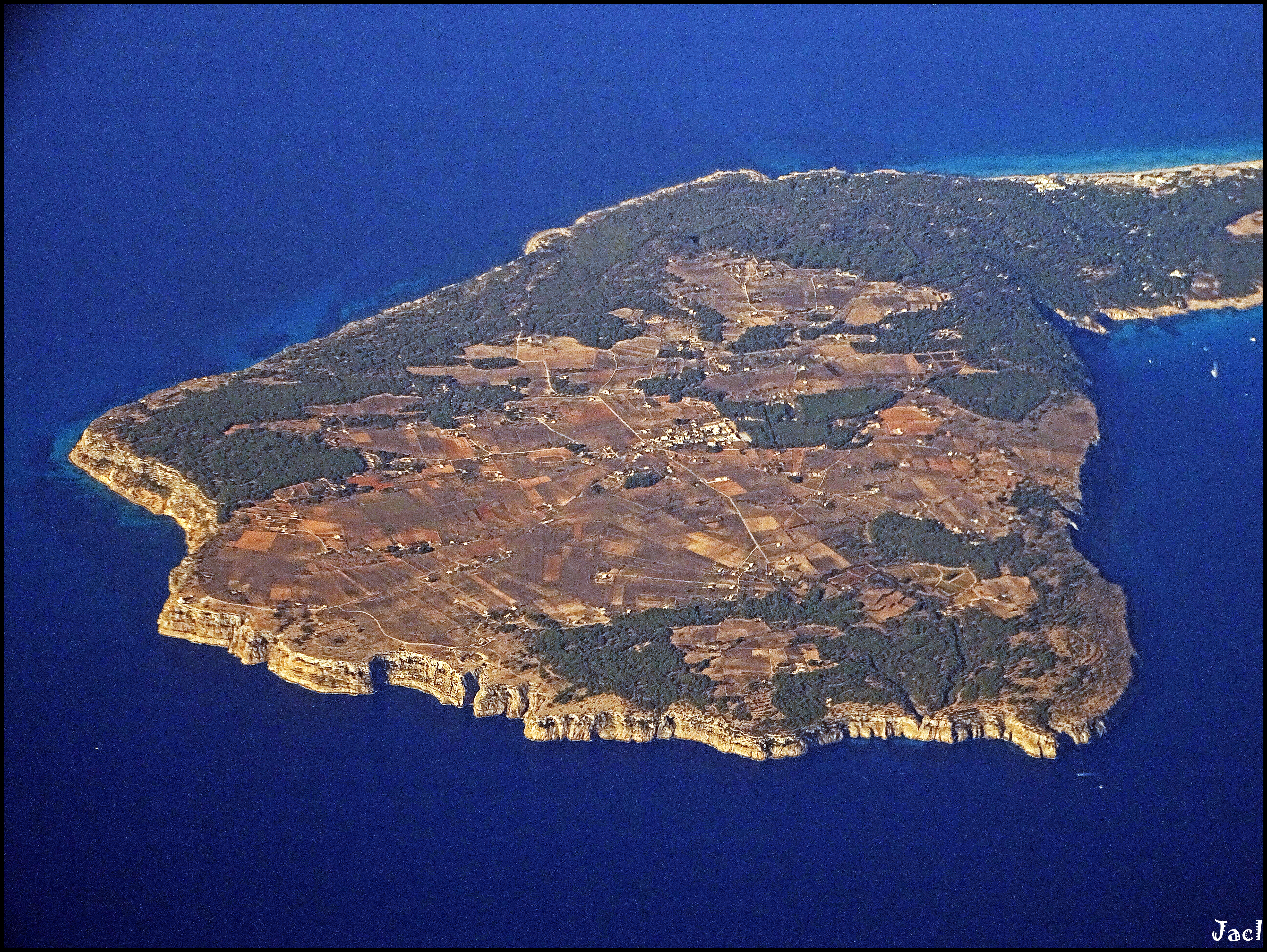
Vista aerea dell'altopiano della Mola
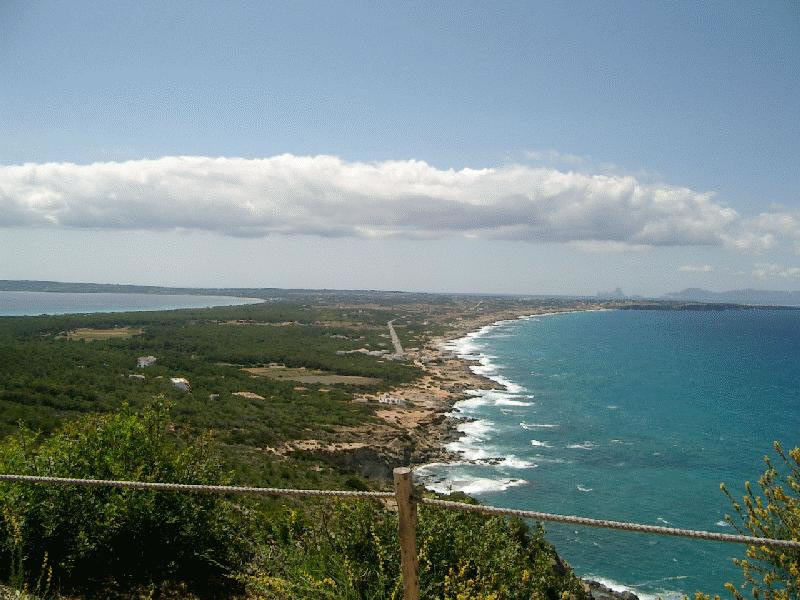